# Атабапо (річка)
Атабапо — річка Венесуели й Колумбії. Формує міжнародний кордон між цими двома країнами протягом більшої частини своєї довжини. Вона є частиною басейну річки Оріноко.